# José Abrajim Elcure
José Abrajim Elcure (* 7. April 1922 in Cucuta, Norte de Santander, Kolumbien; † 12. April 1986 ebenda) war ein kolumbianischer Pianist, Geiger und Komponist.

## Leben
José Abrajim Elcure ist der Sohn libanesischer Emigranten. Seinen ersten Klavierunterricht erhielt er von seiner Mutter, die bei einem Autounfall starb, als er sieben Jahre alt war. Zunächst übernahm seine Großmutter mütterlicherseits die Erziehung. Mit neun Jahren wurde er zur Ausbildung nach Beirut geschickt. Hier schrieb er sich zusätzlich zum Klavierstudium auch zum Violinunterricht am College du Sacre Coeur ein. Mit 20 Jahren war er Mitglied des Sinfonieorchesters der amerikanischen Universität Beirut, eines der damals bekanntesten Klangkörper im Libanon. Daneben wirkte er in einem Jazzensemble mit. In den Spannungen der Region nach dem Zweiten Weltkrieg begibt er sich nach der Gründung Israels 1948 zunächst nach New York und arbeitete dort als Orchestermusiker. Mit dreißig Jahren kehrte er in seine Geburtsstadt Cucuta zurück. Hier wird er Mitglied des Sinfonieorchesters des Departamento de Norte de Santander. Zu dieser Zeit war schon als Komponist in Erscheinung getreten. Er hatte Boleros, Balladen, Klavierkonzerte und andere sinfonische Musik komponiert. Er konzertierte mit dem italienischen Pianisten Umberto Blondeth und dem Komponisten Oriol Rangel (1916–1977). 1955 heiratet er Mercedes Cortez. Seine Werke wurden vom Orquesta Sinfónica de Colombia und der Filarmónica de Bogotá so wie von den Pianisten Harold Martina, Oriol Rangel und Beatriz Acevedo Meza aufgeführt. 1970 lehnte er die ihm angebotene Stelle als Direktor des Konservatoriums ab, da die damit verbundene Bürokratie seinem musikalischen Freigeist widersprach. Beim ersten von der kolumbianischen Kulturorganisation Colcultura veranstalteten Kompositionswettbewerb nahm er mit mehreren Kompositionen teil.

## Werke (Auswahl)
- Lo Que El Viento Se Llevó, Pasillo. Eingespielt vom Quintet of the Americas auf der CD Dancing in Colombia: Music for Wind Quintet beim Label MSR Classic, 14. Juni 2002
- Sin alma y corazon für Klavier